# Comércio ilegal em jogos eletrônicos
O Comércio ilegal em jogos eletrônicos se da quando existe alguma forma de transação de conteúdo desses jogos que é considerada ilegal por um ou mais países. Essa transação pode ser sobre o próprio jogo, ou sobre conteúdo virtual envolvendo o mesmo, como Loot Boxes, cosméticos, conteúdo baixável etc.

## Jogos Banidos
Uma das formas mais comuns de comércio ilegal, é a venda de jogos que foram banidos por um determinado país no território do mesmo. Muitos jogos são comercializados, mesmo que a sua venda viole as leis do local, comumente através da pirataria (Brasil sendo um dos líderes mundiais no consumo de produtos pirata).
As razões para a qual se dá o banimento desses jogos são as mais diversas, e costumam variar entre diferentes países. As mais comuns sendo violência, conteúdo sexual e violação de diretos a propriedade intelectual.
Um dos países com o maior número de jogos que foram banidos em seu território é a Austrália, devido a sua política de censura contra a violência.

## Venda de cosméticos (Skin Gambling)
A venda de cosméticos ou Bens Virtuais, em jogos eletrônicos é uma prática antiga da indústria, e ela se dá das mais diversas formas, seja pela venda de conteúdo baixável ou desbloqueável, pacotes de expansão, microtransações, moedas virtuais etc.
Em 2012, a Valve (companhia de jogos), lançou em sua loja virtual Steam, o "mercado", um ambiente onde jogadores podiam vender (por dinheiro real), cosméticos que eles haviam obtido para outros jogadores, o que, junto com o suporte de algumas mecânicas de jogo implementadas pela própria Valve em alguns dos seus jogos eletrônicos mais populares, ajudou a alavancar o comércio de cosméticos e bens virtuais na plataforma.
Isso levou o comércio de cosméticos entre jogadores a um crescimento rápido. Em 2015, a Bloomberg (uma empresa de tecnologia e dados para o mercado financeiro e agência de notícias) estimou o valor do mercado para CS:GO, um dos jogos mais populares da Valve na Steam, em $2.3 Bilhões (Dolares).
Com o crescimento do comércio de cosméticos de CS:GO no mercado da Steam, começaram a surgir polêmicas, chegando até a envolvendo escândalos de lavagem de dinheiro. Até que a Valve recebeu uma acusação de estar lucrando com algumas transações ilegais que eram feitas utilizando o mercado da Steam, onde a Comissão de Jogos do Estado de Washington (traduzido do inglés: Washington State Gambling Commission), ameaçou tomar ações civis ou criminais contra a companhia, caso a mesma não fornecesse uma explicação demonstrando sua conformidade com as leis do estado de Washington.
A Valve então tomou medidas para que o comércio ilegal fosse reduzido. Restringindo o fator de revenda de produtos no mercado, de forma que, chaves que são utilizadas para desbloquear cosméticos não podem ser revendidas no mercado da Steam, ficando vinculadas ao jogador que as obteve no jogo.
Varias discussões já foram levantadas sobre a problemática da venda de cosméticos, que apesar de serem fortemente relacionadas a CS:GO, chegam a ser praticadas em outros jogos, muitas dessas trazendo como tema o problema de regulamentação desse comércio, e como diferentes países enxergam isso de diferentes maneiras em suas leis, ou até mesmo como essa prática da Valve pode estar influenciando jovens a esse tipo de comércio ilegal.
Alguns países hoje adotam medidas como forma de desincentivar esse tipo de comércio, como por exemplo a Coreia do Sul, que prevê em suas leis que moedas virtuais podem ser legalmente trocadas por moedas reais, e que transações com essas moedas virtuais são passives de serem taxadas pelo governo, o que acaba por permitir ao governo sul-coreano uma maior influência no comércio de cosméticos em jogos eletrônicos.

## Comércio deLoot Box
Loot Box, é uma pratica relativamente comum utilizada por diversas companhias de jogos eletrônicos, o seu uso é visto como: A utilização de "caixas" que podem ser obtidas no jogo, geralmente através de horas investidas no jogo,  moedas virtuais, ou dinheiro real. Semelhante ao modelo de negócio de jogos do tipo gacha.
Ver pagina: Loot Box
São uma prática que costuma ser severamente criticada pelos jogadores, em particular em casos onde essas caixas podem conter elementos do jogo como, equipamentos ou armas, que podem oferecer ao jogador vantagens sobre outros jogadores nas partidas online, o que geralmente é associado com o fator de que jogadores que pagam por essas caixas vão por consequência ter maiores vantagens sobre os outros. Essa atividade e comumente chama de pague pra vencer (do inglés: Pay-to-Win), bastante comum em jogos que são gratuitos para jogar.
Em 2017 as loot box tornaram-se bastante notórias para o público geral, com o lançamento de Star Wars Battlefront II, que causou grande polêmica devido ao grande foco do jogo na obtenção de loot boxes que estavam diretamente associadas ao seu progresso e a qualidade de seus itens e equipamento no jogo.
As críticas a EA (Eletronic-Arts), companhia responsável pelo desenvolvimento e publicação de Star Wars Battlefront II, foram grandes o suficiente para a empresa decidir, em pouco tempo após o lançamento do jogo, retirar as caixas do jogo, e eventualmente substituir o modelo antigo por um novo modelo de progressão, que apesar de ainda ter sido muito criticada, foi vista por muitos jogadores como uma melhoria em relação ao modelo antigo.
Com a problemática levantada, o governo de alguns paises começaram a tomar medidas contra as loot boxes e ainda em 2017, a Blizzard, companhia responsável pelo desenvolvimento e publicação do jogo Overwatch lançado em 2016 e do jogo Heartstone lançado em 2014, ambos contendo mecânicas de loot box, teve que tomar medidas para pode evitar problemas com o público chinês, pois as leis do país previam que o comércio dessas caixas necessitava ser regulado, e as chances de obtenção dos itens precisariam ser reveladas, para que não fosse considerado como comércio de jogos de azar, uma pratica que lá é considerada ilegal.
As medidas tomadas pela Blizzard tinham como base, adicionar aos pacotes de loot boxes comprados pelos jogadores chineses uma pequena quantia em moedas virtuais do jogo, com o intuito de tornar as caixas um bônus ao se comprar as pequenas quantias de moedas virtuais. Essas medidas foram ridicularizadas pelos jogadores, e muitos criticaram o fato de que isso não estava de fato resolvendo o problema, e que as leis da China não estavam sendo cumpridas. Pouco tempo depois, A companhia foi forçada a ceder e finalmente revelou as chances de obtenção de conteúdo das caixas.
Em 2018 o governo da Bélgica, declarou que o uso de loot boxes que pudessem ser compradas com moedas reais em jogos eletrônicos, se tornariam ilegais perante a lei Belga. A Eletronic-Arts, que havia pouco antes disso lançado o jogo FIFA 19, foi forçada a abolir completamente o comércio das suas moedas de jogo no país.
A prática da venda de loot boxes já foi desde então severamente criticada pelos mais diversos públicos, e é em muitos lugares vista como uma prática predatória, que faz uso de mecanismos viciantes para se aproveitar de jovens e crianças. Nos países onde essa prática é considerada ilegal, as multas podem vir a aumentar no caso de menores estarem envolvidos com esse comércio.

## Falta deDireitos Autorais
Com o número crescente de novos jogos eletrônicos sendo desenvolvidos, os mesmos com uma gama também crescente de conteúdo sendo utilizado em sua produção, mais e mais títulos se tornam acabam por se tornar alvos de disputas judiciais envolvendo a falta de direitos sobre sobre esse conteúdo ou parte dele, o que pode muitas vezes pode tornar o comércio de alguns desses jogos ilegal.
Lawrence D. Graham, fala em seu livro, Legal Battles that Shaped the Computer Industry publicado em 1999, sobre algumas dessas disputas e como algumas delas vieram a formar a base da indústria da computação moderna, um desses casos sendo o do famoso jogo eletrônico japonês Pac-Man, onde a Midway, companhia responsável pela criação do jogo, no ano de 1981 entrou na justiça com um processo contra algumas companhias e indivíduos, entre elas a Bandai-America, por vender jogos que possuíam conteúdo bastante similar a Pac-Man.
Detentora de algumas dos títulos mais famosos da indústria como Mario e Donkey Kong, a Nintendo é também responsável por diversas disputas judiciais ao longo dos anos, alguns dos seus casos mais comentados foram contra desenvolvedores que tentaram criar paródias e títulos semelhantes que em alguns casos chegavam até a utilizar diretamente o nome das propriedades intelectuais da Nintendo. Porém, muitos desses casos foram encerrados antes de ações precisarem ser tomadas, devido aos desenvolvedores desistirem de seguir com suas obras ao receber o pedido de cessar e desistir (do inglés: Cease and Desist) da companhia.